# Кісра

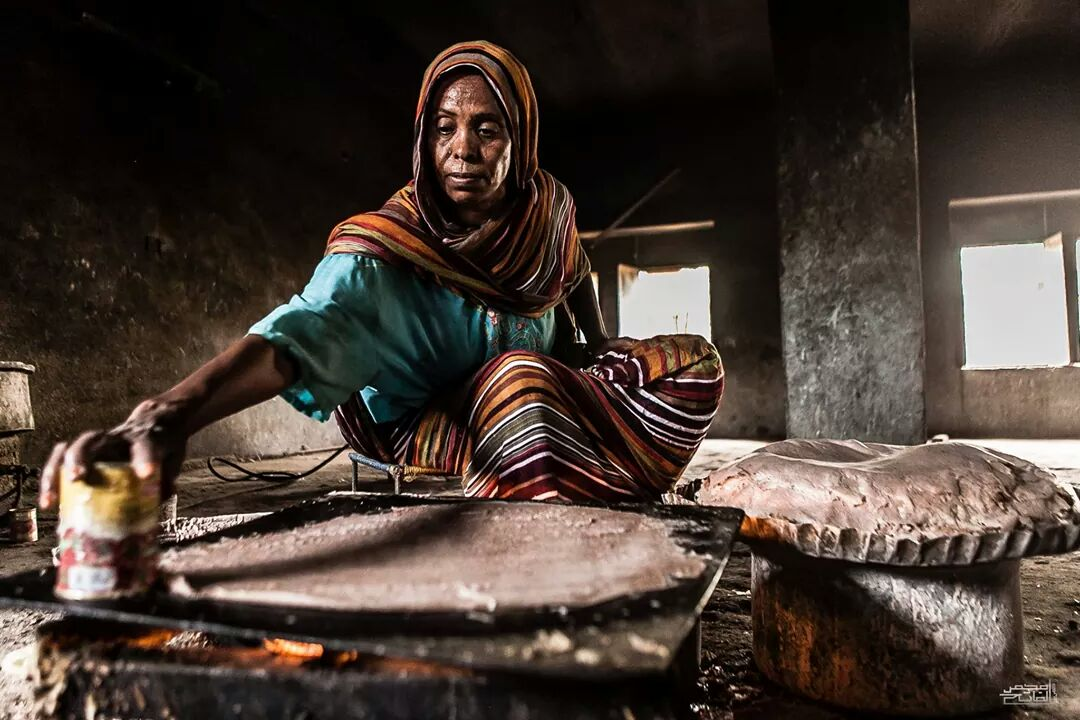
Суданська жінка готує кісру

Кісра - популярний тонкий ферментований хліб, який роблять у Чаді, Судані та Південному Судані. Його виготовляють з сорго або пшениці. Існує дві різні форми кісри: тонкі запечені листи, відомі як kisra rhaheeefa, подібні до инджера; і кашу, відому як kisra aseeda або aceda. Останнє зазвичай поєднується з м’ясним та овочевим рагу, таким як мулла. Станом на 1995 рік тодішня неподілена країна Судан щорічно з’їдала приблизно 18 000–27 000 тонн борошна сорго в кісрі.